# Данкан Вокер
Данкан Кемпбелл Вокер (англ. Duncan Campbell Walker; 12 жовтня 1899, Глазго — 9 вересня 1963) — шотландський футболіст, що грав на позиції нападника.
Виступав за клуби «Дамбартон», «Сент-Міррен» і «Ноттінгем Форест».

## Ігрова кар'єра
У дорослому футболі дебютував 1918 року виступами за команду клубу «Дамбартон», в якій провів три сезони, взявши участь у 61 матчі чемпіонату. Більшість часу, проведеного у складі «Дамбартона», був основним гравцем атакувальної ланки команди. У складі «Дамбартона» був одним з головних бомбардирів команди, маючи середню результативність на рівні 0,57 голу за гру першості.
Своєю грою за цю команду привернув увагу представників тренерського штабу клубу «Сент-Міррен», до складу якого приєднався 1921 року. В сезоні 1921—1922 став кращим бомбардиром чемпіонату Шотландії. Відіграв за команду з Пейслі наступні два сезони своєї ігрової кар'єри.
1923 року перейшов до клубу «Ноттінгем Форест», за який відіграв 3 сезони. Завершив професійну кар'єру футболіста виступами за цю команду в 1926 році.
Помер 20 серпня 1961 року на 65-му році життя.

## Титули і досягнення
- Найкращий бомбардир Чемпіонату Шотландії: 1921—1922 (45 голів)[2]